# Кавендиш-Скотт-Бентинк, Уильям, 4-й герцог Портленд
Уильям Генри Кавендиш-Скотт-Бентинк (англ. William Henry Cavendish-Scott-Bentinck; 24 июня 1768, Лондон, Великобритания — 27 марта 1854, Бассетло, Ноттингемшир, Великобритания) — британский аристократ, 4-й герцог Портленд с 1809 года, сын и наследник Уильяма Кавендиш-Бентинка, 3-го герцога Портленда, и Доротеи Кавендиш. Заседал в Палате общин в 1790—1809 годах, где поддерживал партию вигов, занимал должности лорда-хранителя Малой печати (1827) и лорда-председателя Совета (1827—1828). После женитьбы на дочери генерал-майора Джона Скотта в 1795 году получил королевское разрешение на дополнительную фамилию Скотт.

## Семья
Герцог был женат на Генриетте Скотт, дочери Джона Скотта и Маргарет Дундас. В этом браке родились:
- Шарлотта Скотт-Бентинк (умерла в 1889), жена Джона Эвелина Деннисона, 1-го виконта Оссингтона;
- Люси Скотт-Бентинк (умерла в 1899), жена Чарльза Эллиса, 6-го барона Говарда де Уолдена;
- Мэри Скотт-Бентинк (умерла в 1874), жена сэра Уильяма Тофама;
- Уильям Генри Скотт-Бентинк, маркиз Тичфилд (1796—1824);
- Маргарет Гарриет Кавендиш-Скотт-Бентинк (1798—1882);
- Уильям Джон Кавендиш-Скотт-Бентинк, 5-й герцог Портленд (1800—1879);
- Уильям Джордж Кавендиш-Скотт-Бентинк (1802—1848);
- Генри Уильям Кавендиш-Скотт-Бентинк (1804—1870)[5][4].